# Parque nacional de Junkerdal
El Parque nacional de Junkerdal (en noruego: Junkerdal nasjonalpark) se encuentra en los municipios de Saltdal y Fauske en la provincia de Nordland, en Noruega, a lo largo de su frontera con Suecia. El parque, de 682 km², se inauguró en 2004. Limita con la Reserva natural de Junkerdalsura.

## Flora y fauna
El parque es conocido por una variada flora. Algunas montañas y tierras altas tienen una gran cantidad de especies de plantas ártico-alpinas. Las altitudes más bajas del parque están cubiertas de bosques. Varias de las especies de plantas son generalmente raras, como el brezo blanco de montaña del Ártico (Cassiope tetragona). La saxífraga blanca (Saxifraga paniculata) se encuentra en solo tres lugares de Noruega, y se distribuye más ampliamente en el Parque nacional de Junkerdal. Muchas de las plantas en este parque normalmente solo se encuentran más al norte, o en otros continentes. Algunas de las plantas especializadas son la juncia Carex scirpoidea, Erigeron humilis y el árnica alpina (Arnica angustifolia), todas las cuales se encuentran aquí en su límite meridional. Otras plantas raras que se encuentran en el parque nacional son la campanilla ártica (Campanula uniflora), Pedicularis flammea y Pedicularis hirsuta.
En el parque viven glotones, linces y osos pardos, así como alces y renos. Una amplia variedad de aves de humedales raras y amenazadas también anidan dentro del parque nacional, entre ellas el gerifalte, el águila real, el colimbo chico, el colimbo ártico y el pato havelda.